# Буцко Юрій Маркович
Юрій Маркович Буцко (рос. Юрий Маркович Буцко; 28 травня 1938, Лубни, Полтавська область, Українська РСР, СРСР — 25 квітня 2015, Москва, Росія) — радянський і російський композитор українського походження. Професор Московської консерваторії.

## Біографічні відомості
Народився в місті Лубни Полтавської області в родині військовослужбовця. У 1955 р. після закінчення школи вступив до Московського державного педагогічного інституту ім. В. І. Леніна на історичний факультет.
У 1957—1961 рр. навчався на диригентсько-хоровому факультеті Музичного училища ім. Жовтневої революції. У 1961—1966 рр. — на композиторському факультеті Московської консерваторії (клас професора С. А. Баласаняна). У 1968 році закінчив аспірантуру Московської консерваторії. 
У 1968—2015 рр. — професор кафедри інструментування композиторського факультету Московської консерваторії. 
Юрій Буцко відомий як автор вокальної, інструментальної та камерної музики, а також музики для театру та кіно. Він написав 4 опери, балет, 2 ораторії, 7 кантат, 13 симфоній та 18 концертів для різних інструментів.
Музична мова Юрія Буцка була натхненна російською музичною традицією, зокрема — творами Модеста Мусоргського та Миколи Римського-Корсакова. З іншого боку, його музика базується на традиційній християнській православній літургії: композитор часто використовує або алюзії знаменного співу, або його цитати.

## Твори

### Музичний театр
Опери
- «Записки божевільного» (за М. В. Гоголем, 1964)
- «Білі ночі» (за Ф. М. Достоєвським, 1968) [4]
- «З листів художника» (за К. О. Коровіним, 1974)
- «Венедиктов, або Золотий трикутник» (за О. В. Чаяновим, 1983)

Балет
- «Прозріння» (1974)

## Фільмографія
Актор:
- «Ходіння по муках» (1977, т/с, піаніст в ресторані; реж. В. Ординський)

Композитор:
- «Дівча з буксира» (1965, к/м, реж. М. Толмачов, Одеська кіностудія)
- «Підліток» (1966, док. фільм, реж. Лія Дербишева)
- «Перше кохання» (1968, реж. В. Ординський)
- «Росія у її іконі» (1970, док. фільм)
- «Ці різні, різні, різні особи...» (1971, реж. І. Ільїнський, Ю. Сааков)
- «Фока – на всі руки дока» (1972, мультфільм, реж. Роман Давидов)
- «Улюблені сторінки» (1972, фільм-спектакль, реж. Ю. Завадський, І. Данкман, О. Шорін)
- «Якщо це не любов, то що ж?» (1974, к/м, реж. Д. Гуріна)
- «Пошехонська старина» (1975, кіноальманах, реж. Н. Бондарчук, І. Хуцієв, М. Бурляєв)
- «Поклич мене в далечінь світлу» (1977, реж. Г. Лавров, С. Любшин)
- «Ходіння по муках» (1977, т/с, реж. В. Ординський)
- «Лють» (1979, т/с, реж. С. Євлахішвілі)
- «Художник з Шервудському лісу» (1980, фільм-спектакль, реж. С. Євлахішвілі)
- «Через Гобі і Хінган» (1981, у співавт., реж. В. Ординський, Бадрахин Сумху; СРСР—Монголія)
- «Вітер про запас» (1982, мультфільм, реж. Л. Сурікова)
- «Ревізор» (1982, фільм-спектакль, реж. В. Плучек)
- «Сірано де Бержерак» (1983, фільм-спектакль, реж. С. Євлахішвілі)
- «Пан Великий Новгород» (1984, реж. О. Салтиков)
- «Довга пам'ять» (1985, реж. Роман Віктюк, Одеська кіностудія)
- «Набат на світанку» (1985, реж. А. Кордон)
- «Береги в тумані» (1986, реж. Ю. Карасик, СРСР—Болгарія)
- «Дні і роки Миколи Батигіна» (1987, т/с, реж. Л. Пчолкін)
- «Гулящі люди» (1988, реж. І. Гурін)
- «Місце вбивці вакантне...» (1990, реж. В. Курикін)
- «Іван Федоров»/ «Одкровення Іоанна Першодрукаря» (1991, реж. Ю. Сорокін, Ю. Швирьов)
- «Машенька» (1991, реж. Тамара Павлюченко)
- «Сімнадцять лівих чобітків» (1991, т/ф, реж. І. Гурін)
- «Час збирати каміння» (1992, реж. С. Вєхов)
- «Прорва» (1992, реж. І. Диховичний, Росія—Франція)
- «Березневі іди» (1994, фільм-спектакль, реж. А. Кац, О. Покровський)
- «Під знаком Скорпіона» (1995, т/ф, Росія—Німеччина) та ін.